# Dienstunfähigkeit
Dienstunfähigkeit liegt im deutschen Dienstrecht vor, wenn ein Beamter, Soldat oder Richter wegen des körperlichen Zustandes oder aus gesundheitlichen Gründen zur Erfüllung der Dienstpflichten dauernd unfähig ist. Steht die Person in einem Dienstverhältnis auf Lebenszeit, ist sie in den Ruhestand zu versetzen und erhält Versorgung. Die gesetzlichen Regelungen richten sich nach der Statusgruppe (Beamter, Soldat, Richter) und dem Dienstherrn (Bund, Länder, Gemeinden).

## Beamte
Die maßgeblichen Vorschriften für die Dienstunfähigkeit der Bundesbeamten sind das Bundesbeamtengesetz (BBG) und das Beamtenversorgungsgesetz (BeamtVG). Für Landes- und Kommunalbeamte machen die §§ 26 bis 29 Beamtenstatusgesetz (BeamtStG) einheitliche Vorgaben, die die Länder in Landesbeamten- und -versorgungsgesetzen näher regeln können.

### Bundesbeamtengesetz
Dienstunfähigkeit ist ein in den §§ 44 bis 49 BBG geregelter Begriff. Demnach liegt Dienstunfähigkeit (DU) bei demjenigen vor, der aus gesundheitlichen Gründen oder aufgrund seines körperlichen Zustandes dauerhaft unfähig ist, die dienstlichen Pflichten zu erfüllen. Ebenso kann als dienstunfähig angesehen werden, wer aufgrund einer Erkrankung innerhalb von sechs Monaten über drei Monate keinen Dienst mehr getan hat und keine Aussicht besteht, dass die Dienstfähigkeit binnen weiterer sechs Monate wieder voll hergestellt werden kann (§ 44 Abs. 1 BBG).
Eine anderweitige Verwendung ist möglich, wenn ein anderes Amt, auch einer anderen Laufbahn, übertragen werden kann (§ 44 Abs. 2 BBG).
Bestehen Zweifel über die Dienstunfähigkeit, besteht nicht ohne weiteres die Verpflichtung, sich nach Weisung der Behörde ärztlich untersuchen zu lassen. Insbesondere wenn der Dienstherr das Krankheitsbild des Beamten nicht oder nicht hinreichend kennt, gebietet es der Grundsatz der Verhältnismäßigkeit, zunächst weniger eingreifende Ermittlungsmaßnahmen durchzuführen, bevor eine amtsärztliche Untersuchung angeordnet werden kann. Die an einen Beamten gerichtete Aufforderung, sich einer amtsärztlichen Untersuchung zu unterziehen, um seine Dienstfähigkeit zu überprüfen, unterliegt aus dem Grundsatz der Verhältnismäßigkeit formellen und inhaltlichen Anforderungen. Diese betreffen die Angabe der Gründe, aus denen sich die Zweifel an der Dienstfähigkeit des Beamten ergeben, und die Bestimmung von Art und Umfang der ärztlichen Untersuchung. Die Anforderungen der Verhältnismäßigkeit gelten insbesondere auch im Falle der „vermuteten“ Dienstunfähigkeit (Dienstunfähigkeitsfiktion) gemäß § 44 Abs. 1 S. 2 BBG.
Falls es sodann aus amtsärztlicher Sicht für erforderlich gehalten wird, müssen Beamte sich auch beobachten lassen (§ 44 Abs. 6 BBG).
Eine begrenzte Dienstfähigkeit liegt vor, wenn der Beamte unter Beibehaltung des übertragenen Amtes die Dienstpflichten noch während mindestens der Hälfte der regelmäßigen Arbeitszeit erfüllen kann (§ 45 BBG). Bei begrenzter Dienstfähigkeit erhält der Beamte Dienstbezüge entsprechend seiner regelmäßigen Arbeitszeit sowie einen nicht ruhegehaltsfähigen Zuschlag in Höhe der Hälfte der Differenz zwischen Vollzeit und regelmäßiger Arbeitszeit. Wenn beispielsweise ein begrenzt dienstfähiger Beamter noch die Hälfte der regelmäßigen Arbeitszeit leisten kann, erhält er Dienstbezüge in Höhe von 50 Prozent sowie 25 Prozent Zuschlag, insgesamt also 75 Prozent Gesamtbezüge.
Von der begrenzten Dienstfähigkeit soll abgesehen werden, wenn dem Beamten ein anderes Amt oder eine geringerwertige Tätigkeit übertragen werden kann. Die Arbeitszeit ist dabei entsprechend der begrenzten Dienstfähigkeit zu verkürzen. Mit Zustimmung des Beamten ist auch eine Verwendung in einer nicht dem Amt entsprechenden Tätigkeit möglich.
Beamte, die wegen Dienstunfähigkeit in den Ruhestand versetzt wurden, sind verpflichtet, einer erneuten Berufung in das Beamtenverhältnis Folge zu leisten, wenn ihnen im Dienstbereich ihres früheren Dienstherrn ein Amt ihrer früheren oder einer anderen Laufbahn mit mindestens demselben Endgrundgehalt übertragen werden soll und zu erwarten ist, dass sie den gesundheitlichen Anforderungen des neuen Amtes genügen (§ 46 BBG).
Hält der Dienstvorgesetzte den Beamten aufgrund eines ärztlichen Gutachtens über den Gesundheitszustand für dienstunfähig und ist eine anderweitige Verwendung nicht möglich oder liegen die Voraussetzungen für die begrenzte Dienstfähigkeit nicht vor, erfolgt die Versetzung in den Ruhestand. Das Verfahren ist in § 47 BBG geregelt.
Die ärztliche Untersuchung kann nur einem Amtsarzt übertragen werden oder einem Arzt, der als Gutachter zugelassen ist. Das Gutachten ist in einem gesonderten und versiegelten Umschlag zu übersenden und versiegelt zur Personalakte zu nehmen (§ 48 BBG).
Beamte auf Probe sind in den Ruhestand zu versetzen, wenn sie infolge Krankheit, Verwundung oder sonstiger Beschädigung, die sie sich ohne grobes Verschulden bei Ausübung oder aus Veranlassung des Dienstes zugezogen haben, dienstunfähig geworden sind. Sie können in den Ruhestand versetzt werden, wenn sie aus anderen Gründen dienstunfähig geworden sind (§ 49 BBG).
Ein Beamter auf Probe wird aus dem Dienst entlassen, wenn die in § 49 BBG genannten Voraussetzungen für eine Versetzung in den Ruhestand nicht vorliegen (§ 34 BBG). Nach § 15 BeamtVG kann er auch in den Ruhestand versetzt werden. Allerdings handelt es sich hierbei um eine Kann-Vorschrift. Es gibt keinen Anspruch.
Ein Beamter auf Widerruf kann jederzeit ohne Einhaltung einer Frist entlassen werden (§ 37 BBG).
Nach der Entlassung besteht grundsätzlich kein Anspruch auf Besoldung und Versorgung (§ 39 BBG). Der Beamte wurde bis 2013 in der gesetzlichen Rentenversicherung verpflichtend nachversichert und erhielt dann die Leistungen, die für alle Versicherten der gesetzlichen Rentenversicherung gelten. Seit 2013 können Bundesbeamte auf Antrag stattdessen ein Altersgeld nach dem Altersgeldgesetz erhalten. In einigen Bundesländern gibt es vergleichbare Regelungen.

### Beamtenversorgungsgesetz
Ob ein Beamter bei Dienstunfähigkeit einen Anspruch auf Leistungen hat, ist im Beamtenversorgungsgesetz (BeamtVG) geregelt. Ein Ruhegehalt wird nur gewährt, wenn der Beamte eine Dienstzeit von mindestens fünf Jahren abgeleistet hat oder infolge Krankheit, Verwundung oder sonstiger Beschädigung, die er sich ohne grobes Verschulden bei Ausübung oder aus Veranlassung des Dienstes zugezogen hat, dienstunfähig geworden ist (§ 4 BeamtVG).
Einem Beamten auf Lebenszeit, der vor Ableistung einer Dienstzeit von fünf Jahren wegen Dienstunfähigkeit oder Erreichens der Altersgrenze nach § 32 Abs. 1 Nr. 2 BBG entlassen ist, kann ein Unterhaltsbeitrag bis zur Höhe des Ruhegehalts bewilligt werden. Das Gleiche gilt für einen Beamten auf Probe, der wegen Dienstunfähigkeit oder wegen Erreichens der Altersgrenze entlassen ist (§ 15 BeamtVG). Ist der Beamte infolge des Dienstunfalles dienstunfähig geworden und in den Ruhestand getreten, so erhält er Unfallruhegehalt (§ 36 Abs. 1, BeamtVG).
Das Unfallruhegehalt beträgt mindestens sechsundsechzigzweidrittel vom Hundert der ruhegehaltfähigen Dienstbezüge und darf
fünfundsiebzig vom Hundert der ruhegehaltfähigen Dienstbezüge nicht übersteigen (§ 36 Abs. 3 BeamtVG). Ein erhöhtes Unfallruhegehalt nach § 37 BeamtVG steht Personen mit einem sog. Qualifizierten Dienstunfall zu, bei dem der Beamte sich im Dienst einer Lebensgefahr ausgesetzt hat.

## Soldaten
Im Soldatengesetz (SG) finden sich folgende Regelungen: Ein Berufssoldat ist in den Ruhestand zu versetzen, wenn er wegen seines körperlichen Zustandes oder aus gesundheitlichen Gründen zur Erfüllung seiner Dienstpflichten dauernd unfähig ist. Als dienstunfähig kann er auch dann angesehen werden, wenn die Wiederherstellung seiner Fähigkeit zur Erfüllung seiner Dienstpflichten nicht innerhalb eines Jahres zu erwarten ist (§ 44 Abs. 3 SG). Die Dienstunfähigkeit wird auf Grund des Gutachtens eines Arztes der Bundeswehr von Amts wegen oder auf Antrag festgestellt (§ 44 Abs. 4 SG). Ein Soldat auf Zeit ist zu entlassen, wenn er dienstunfähig ist. § 44 Abs. 3 Satz 2 und Abs. 4 gilt entsprechend (§ 55 Abs. 2 SG).
2009 wurden zur Schaffung eines modernen und transparenten Beamten-, Besoldungs- und Versorgungsrechts mit dem Dienstrechtsneuordnungsgesetz die Vorschriften über die Dienstunfähigkeit geändert. Eine der Maßnahmen zur Steigerung und Förderung der Leistungsbezogenheit des Dienstrechts und einen flexibleren Personaleinsatz war „die Stärkung des Grundsatzes ‚Rehabilitation vor Versorgung‘ zur Vermeidung von Frühpensionierungen. Vorrang hat die Verwendung für eine andere Tätigkeit und die Verpflichtung zur Teilnahme an Qualifizierungsmaßnahmen zum Erwerb einer neuen Befähigung“.
Im Jahr 2007 erfolgten 431 von 5120 Versorgungszugängen wegen Dienstunfähigkeit. Das entspricht einem Anteil von 8,4 %. Ziel war es, die Versorgungszugänge wegen Dienstunfähigkeit in der Bundesverwaltung weiter zu reduzieren und dadurch die personellen Ressourcen besser zu nutzen. Kern der Änderungen war die Einführung einer umfassenden Prüfpflicht des Dienstvorgesetzten zur Möglichkeit einer weiteren Verwendung des Beamten.

## Richter
Bundesrichter und Richter der Länder auf Lebenszeit oder auf Zeit können ohne ihre schriftliche Zustimmung nur auf Grund rechtskräftiger richterlicher Entscheidung wegen Dienstunfähigkeit in den Ruhestand versetzt werden (§ 34 Abs. 1 Satz 1 DRiG). Bei Bundesrichtern entscheidet darüber das Dienstgericht des Bundes endgültig (§ 62 Abs. 1 Nr. 3 lit. d DRiG).

## Statistiken
Die folgende Grafik und Tabelle zeigen die Entwicklung der Versorgungszugänge wegen Dienstunfähigkeit auf der Grundlage von Daten des Statistischen Bundesamtes (Destatis). Der Bereich Bund enthält alle Bundesbeamten mit Ausnahme der Beamten bei den Postnachfolgeunternehmen und beim Bundeseisenbahnvermögen.
|                          | 1993  | 1997  | 1998  | 1999  | 2000  | 2001  | 2002  | 2003  | 2004  | 2005  | 2010  | 2015  | 2018  | 2019 |
| ------------------------ | ----- | ----- | ----- | ----- | ----- | ----- | ----- | ----- | ----- | ----- | ----- | ----- | ----- | ---- |
| insgesamt                | 19155 | 29550 | 23065 | 32825 | 40845 | 28400 | 17875 | 13785 | 12800 | 13030 | 11385 | 10480 | 10150 | 9925 |
| Bund                     | 840   | 1215  | 860   | 1145  | 1170  | 855   | 545   | 425   | 390   | 450   | 500   | 610   | 580   | 595  |
| Bundeseisenbahnvermögen  | 4185  | 5305  | 4215  | 4875  | 6640  | 3590  | 1680  | 810   | 580   | 725   | 685   | 815   | 1105  | 1440 |
| Postnachfolgeunternehmen | 6275  | 11655 | 7520  | 11935 | 13080 | 9135  | 5370  | 4080  | 3975  | 3775  | 2240  | 1950  | 1980  | 1925 |
| Länder                   | 6670  | 9275  | 8550  | 12625 | 16760 | 12545 | 8610  | 7230  | 6660  | 6955  | 6675  | 5895  | 5240  | 4770 |
| Kommunen                 | 995   | 1770  | 1610  | 1880  | 2640  | 1825  | 1210  | 950   | 895   | 790   | 965   | 875   | 915   | 855  |

Wegen den vielen dienstunfähig gewordenen Beamten bei den Postnachfolgeunternehmen schrieb die Süddeutsche Zeitung am 14. August 2004 im Zusammenhang mit einem Prozess gegen den Leiter einer Telekom-Niederlassung:
„Hintergrund der Angelegenheit ist die unstrittige Tatsache, dass im Zuge der Privatisierung von Telekom und Post Beamte in großem Stil wegen Dienstunfähigkeit vorzeitig in Ruhestand gegangen sind. Zwischen 1995 und 2001 geht es um mehr als 70.000 Fälle“.
2001 erfolgten 98 Prozent der Zurruhesetzungen bei den Beamten der Postnachfolgeunternehmen wegen Dienstunfähigkeit. Es traten also kaum Beamte wegen Erreichen der Altersgrenze in den Ruhestand.

## Dienstunfähigkeitsversicherung
Mit einer privaten Dienstunfähigkeitsversicherung können Beamte, Richter oder Soldaten für den Fall einer Dienstunfähigkeit privat vorsorgen. Bei einer Dienstunfähigkeit können die Bedingungen für den Eintritt des Versicherungsfalls bei einer Berufsunfähigkeitsversicherung nicht erfüllt sein. In der Regel durch gesonderte Vereinbarung kann der Fall einer begrenzten Dienstunfähigkeit in die Dienstunfähigkeitsversicherung eingeschlossen werden.
Je nach Versicherer können weitere spezielle Klauseln für gefahrerhebliche Tätigkeiten eingeschlossen werden. Dies betrifft meist den Bereich des Vollzugsdienstes wie die Polizeidienstunfähigkeit, Feuerwehrdienstunfähigkeit und Soldaten auf Zeit.